# Trisetum glomeratum
Trisetum glomeratum là một loài thực vật có hoa trong họ Hòa thảo. Loài này được (Kunth) Trin. ex Steud. miêu tả khoa học đầu tiên năm 1854.

## Hình ảnh

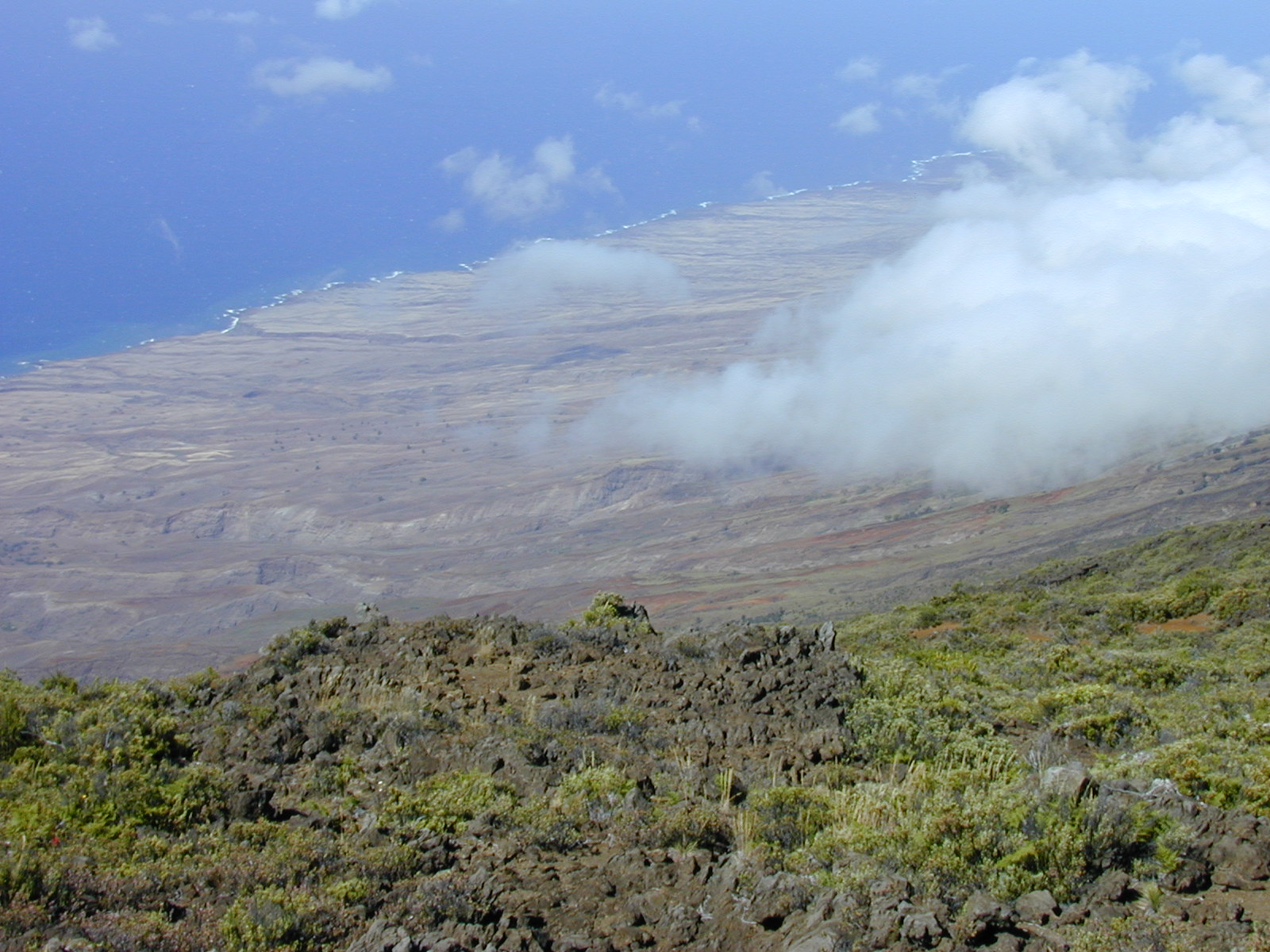
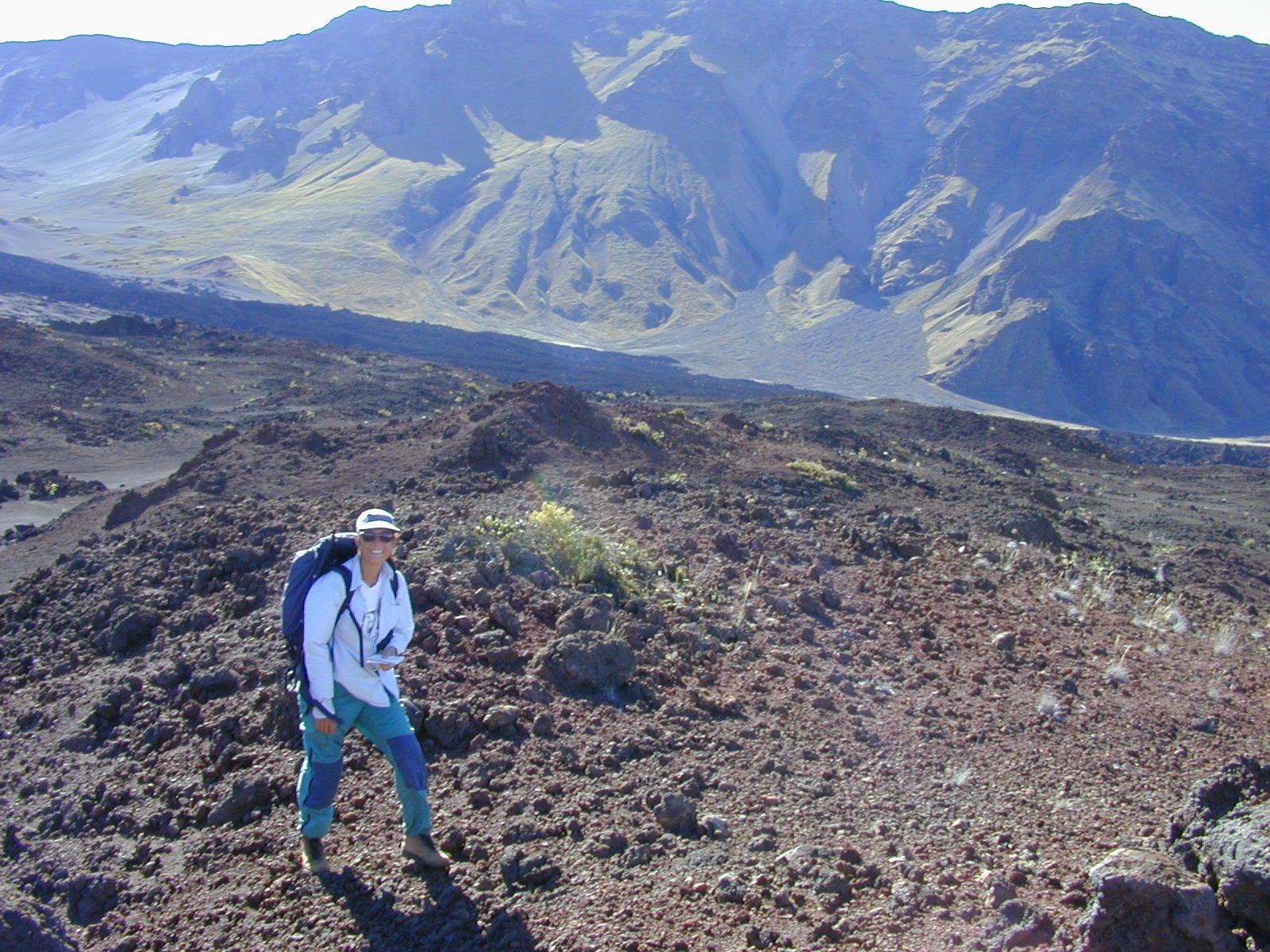
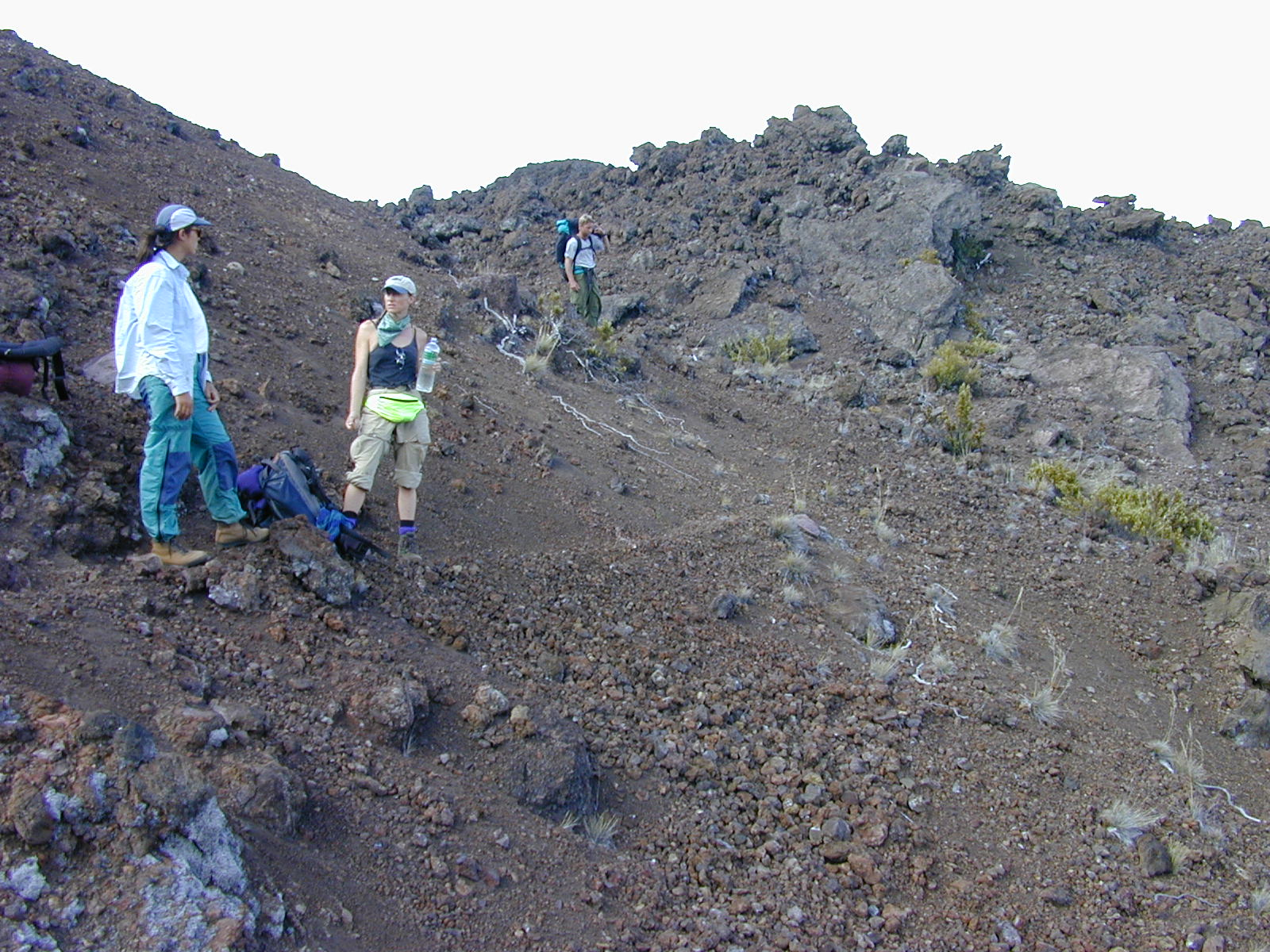
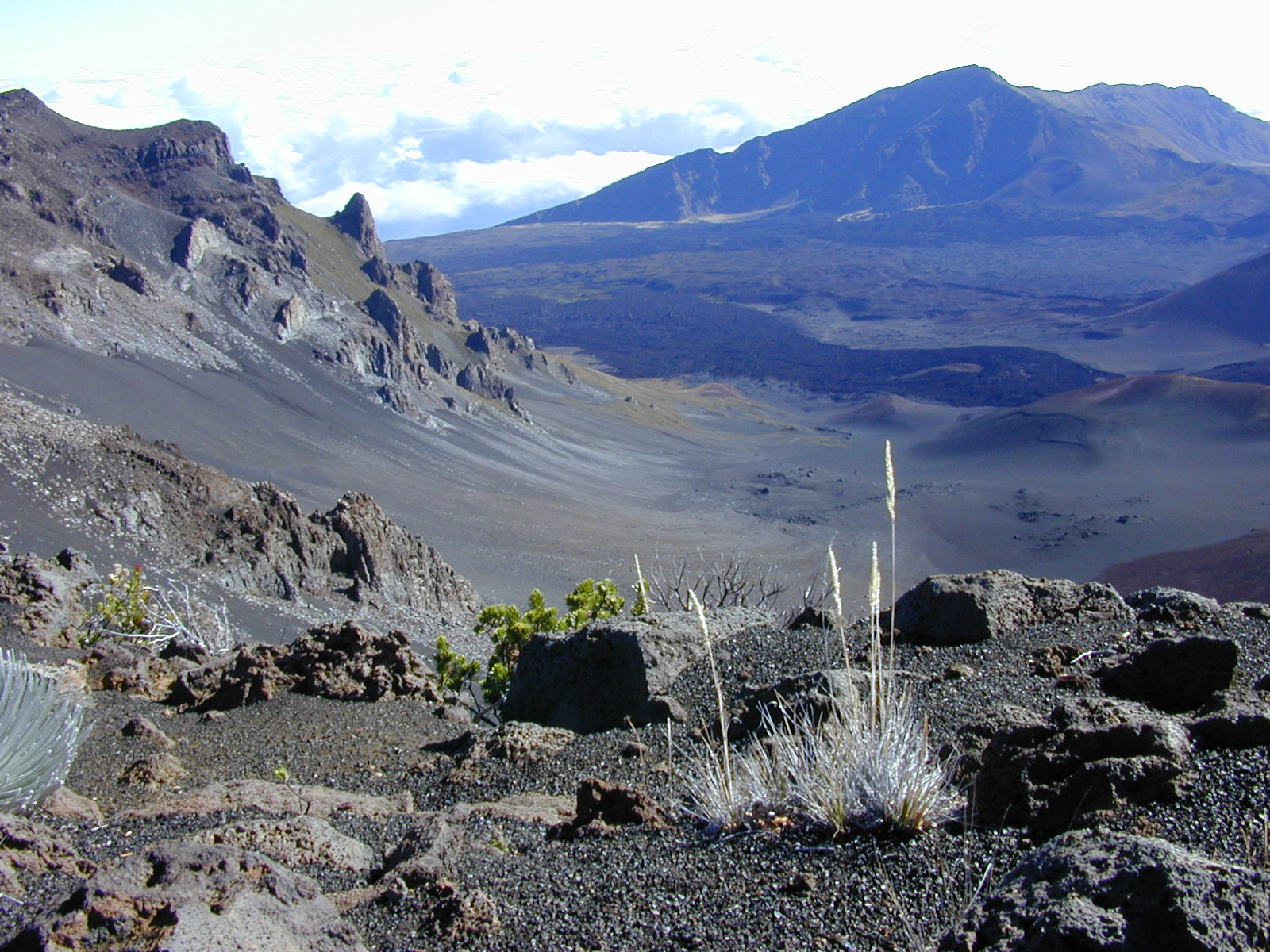